# Arthur Victor Berger
Arthur Victor Berger (* 15. Mai 1912 in New York City; † 7. Oktober 2003 in Boston) war ein US-amerikanischer Komponist, Musikpädagoge und Musikkritiker.
Berger spielte ab dem elften Lebensjahr Klavier. Er studierte Musik an der New York University, dann von 1934 bis 1936 an der Harvard University bei Walter Piston, Hugo Leichtentritt und Archibald Thompson Davison. Er gehörte in dieser Zeit zu Aaron Coplands Young Composer’s Group und gab mit Bernard Herrmann das Musikjournal Musical Mercury heraus. Ein anschließendes Studium bei Nadia Boulanger in Paris von 1937 bis 1939 vermittelte ihm den Zugang zur zeitgenössischen europäischen Musik, insbesondere zu den Werken Igor Strawinskis.
1939 wurde Berger Nachfolger von Darius Milhaud als Lehrer am Mills College. 1943 wurde er Musikkritiker der New York Sun und 1946 auf Einladung von Virgil Thomson der New York Herald Tribune. Von 1953 bis 1980 unterrichtete er an der Brandeis University, danach bis 1999 am New England Conservatory of Music. 1971 wurde er in die American Academy of Arts and Sciences und 1972 in die American Academy of Arts and Letters gewählt. Zu seinem 90. Geburtstag 2002 erschien bei der University of California Press seine Autobiographie Reflections Of An American Composer.
Berger hinterließ ein wenig umfangreiches, überwiegend instrumentales kompositorisches Werk. Vom neoklassischen Stil in den 1940er Jahren wechselte er unter dem Eindruck der europäischen Musik zur Zwölftonmusik, später fand er einen eigenen „zellulären“ Stil mit „Drei-Ton-Zellen“.

## Werke
- Two Episodes für Klavier, 1933
- Words for Music, perhaps (Drei Gedichte von William Butler Yeats) für Sopran oder Mezzosopran und Klavier oder Flöte, Klarinette und Cello, 1939, 1940, 1987
- Quartet in C Major for Winds, 1941
- Fantasy for Piano, 1942
- Serenade concertante für Streichorchester, 1944, 1951
- Three Pieces für String Quartet, 1945
- Rondo for Piano, 1945
- Garlands für mittlere Stimme und Klavier, 1945
- 92nd Psalm (Tov l’Hodos) für Chor a cappella, 1946
- Three Bagatelles for Piano, 1946
- Partita for Piano, 1947
- Duo No 1 for Violin & Piano, 1948
- Duo No 2 for Violin & Piano, 1950
- Duo for Cello & Piano, 1951
- Duo for Oboe & Clarinet, 1952
- Ideas of Order für Orchester, 1952
- Three One-Part Inventions für Klavier, 1954
- Polyphony für Orchester, 1956
- Chamber Music for 13 Players, 1956
- Duo for Clarinet & Piano, 1957
- String Quartet, 1958
- Three Pieces for two Pianos, 1961
- Septet für Bläser, Streicher und Klavier, 1966
- Five Pieces für Klavier, 1969
- Trio for Violin, Guitar & Piano, 1972
- Composition für Klavier zu vier Händen, 1978
- Five Settings of European Poets für Tenor und Klavier, 1978–79
- When I am dead für Sopran und Klavier, 1978
- Improvisation for A. C. (Geburtstagsstück für Aaron Copland) für Klavier, 1980
- Duet (Rondo) for H. S. (Geburtstagsstück für Harold Shapero) für Klavier zu vier Händen, 1980
- Trio for Violin, Cello & Piano, 1980
- Perspectives III für Klavier zu vier Händen, 1982
- Prelude, Aria & Waltz für Streichorchester, 1982
- Love, sweet animal für Kammerchor und Klavier zu vier Händen, 1982
- For Elliott at 75 (Geburtstagsstück für Elliott Carter) für Klavier, 1983
- Quintet for Woodwinds, 1984
- Perspectives II für Kammerensemble, 1985
- Perspectives II für Kammerorchester, 1985
- Diptych: Collages I&II für Klavierquintett, 1990, 1995
- Collage III für Flöte, Klarinette, Violine, Cello, Perkussion und Klavier, 1992, 1994
- Four Two-Part Inventions für Klavier, 1993
- Birthday Cards für Klavier, 1995–98
- Ode of Ronsard für mittlere Stimme und Klavier (1987) oder Mezzosopran und Flöte, Cello und Klavier, 2002

## Schriften
- Arthur Victor Berger: Reflections of an American Composer. University of California Press, Berkeley u. a. 2002, ISBN 978-0-520-23251-8.